# Malakal Stadium
Malakal Stadium – wielofunkcyjny stadion znajdujący się w mieście Malakal w Sudanie Południowym. Został zbudowany z pomocą Sił Pokojowych ONZ (INDBATT).